# Thomas Howard, 5:e hertig av Norfolk
Thomas Howard, 5:e hertig av Norfolk, född den 9 mars 1627, död den 13 december 1677, var en engelsk ädling, son till Henry Howard, 22:e earl av Arundel och lady Elizabeth Stuart, dotter till Esmé Stuart, 3:e hertig av Lennox.
Efter en svår feber som han ådrog sig i Padua under sin stora studieresa 1645, ansågs han inte mentalt tillräknelig. Han sattes under förmyndare och fortsatte att bo i Padua, där han också dog. Hans egendomar i England kom att skötas av hans bror Henry, den blivande 6:e hertigen av Norfolk. Titeln som dragits in under Thomas Howard, 4:e hertig av Norfolk återupprättades dock för hans räkning 1660.